# Чобанка (Молдова)
Чобанка (рум. Ciobanca) — село в Страшенском районе Молдавии. Наряду с селом Панашешты входит в состав коммуны Панашешты.

## География
Село расположено на высоте 174 метров над уровнем моря.

## Население
По данным переписи населения 2004 года, в селе Чобанка проживает 713 человека (358 мужчин, 355 женщин).
Этнический состав села:
| Национальность | Число жителей | Процентный состав |
| -------------- | ------------- | ----------------- |
| молдаване      | 692           | 97.05             |
| румыны         | 15            | 2.1               |
| украинцы       | 3             | 0.42              |
| русские        | 1             | 0.14              |
| гагаузы        | 1             | 0.14              |
| болгары        | 1             | 0.14              |
| Всего          | 713           | 100%              |